# Anna Jagodzińska
Anna Maria Jagodzińska (Sierpc, 12 de septiembre de 1987) es una modelo polaca. Ha aparecido en las versiones estadounidense, italiana, australiana, china, portuguesa y alemana de la revista Vogue. Sus fotografías también han aparecido en las páginas de L'Officiel, Revue de Modes y Numéro. A diciembre de 2011, estaba ubicada en la posición #9 en la lista de las mejores modelos del mundo en el sitio de internet models.com.

## Biografía
Jagodzińska nació en septiembre de 1987 en Sierpc, Polonia. Firmó un contrato con la agencia de talentos Next Management en 2003 e hizo su debut en pasarela para Pringle of Scotland el mismo año. Más tarde se mudó a Nueva York. Durante el 2004 modeló para DKNY y Marc Jacobs. En la segunda mitad del año modeló para Alexander McQueen, Burberry, Chanel, Marni y Prada. Ese año apareció en las editoriales de las revistas W, Vogue Italia e i-D, y participó en campañas publicitarias para BCBG Max Azria, Moschino Cheap & Chic y Pollini.
En 2006 se tomó un descanso de su carrera como modelo para enfocarse en sus estudios. Realizó un "regreso meteórico" al modelaje en 2008, cuando representó en la pasarela a las marcas Balenciaga, Chanel, Givenchy y Louis Vuitton.